# Тишкевич Стефан

Герб Леліва — герб дворянського роду Тишкевичів

Стефан Євген Тишкевич, Стефан Євген Тишкевич-Логойський з Лентварису (пол. Stefan Eugeniusz Tyszkiewicz; 24 листопада 1894, Варшава — 6 лютого 1976, Лондон) — польський граф, інженер та винахідник. Учасник обох світових воєн та Польсько-радянської війни. Член Національної Ради Польщі у Лондоні.

## Дитинство і юність
Представник польського дворянського роду Тишкевичів герба «Леліва». Старший син графа Владислава Тишкевича-Логойського (1865—1936) та княгині Христини Марії Любомирської (1871—1958). Вже у дитинстві виявляв характерні здібності. У віці 14 років (1906) отримав у Мілані, професійні права водія. У 1911 році запатентував два винаходи, що стосуються опалення автомобілів та літальних апаратів. У 1913 році Стефан Тишкевич розпочав навчання в Оксфордському університеті.

## Перша світова війна
У момент початку Першої світової війни Стефан Тишкевич перебував на відпочинку на батьківщині. Викликався добровольцем у Російський Червоний Хрест. Він був нагороджений Хрестом Святого Георгія IV ступеня за порятунок семи тяжко поранених солдатів під вогнем. 1915 року його було мобілізовано. Закінчив Офіцерську школу Пажеського корпусу в Санкт-Петербурзі і з кінця 1916 займав посаду ад'ютанта головнокомандувача кавказького фронту — великого князя Миколи Миколайовича Молодшого-Романова.
18 липня 1917 року в Ялті Стефан Тишкевич одружився з Оленою Георгіївною Лейхтенберзькою (1892—1971), прийомною дочкою великого князя Миколи Миколайовича, дочкою принцеси Анастасії та Георгія Максиміліановича, 6-го. Після початку Жовтневої революції Стефан Владиславович Тишкевич проживав у Криму. Полегшив у цей час повернення на батьківщину багатьом полякам. Відплив із Криму на борту британського військового корабля.

## Двадцятиліття між двома війнами
Після короткого перебування в Італії граф Стефан Тишкевич повернувся 1919 року до відродженої Польщі. Він взяв участь у Польсько-радянській війні як добровольець у загоні кавалерії у Віленському краї. 1921 року, як представник Другого відділу Генерального штабу Війська Польського, взяв участь у засіданні Комісії Ліги Націй з розгляду польсько-литовського кордону.
18 лютого 1921 року у Варшаві народилася донька Олени та Стефана — Наталія-Роза-Марія Тишкевич. Наталія провела велику частину життя у Швейцарії і померла в Женеві у 2003 році. У 1921—1923 роках розпочав навчання в паризькому університеті École des Sciences Politiques. Паралельно здобув освіту в галузі дизайну автомобілів як вільний слухач у паризьких технічних вузах.

## Агропромислова автомобільно-авіаційна фабрика Стефана Тишкевича

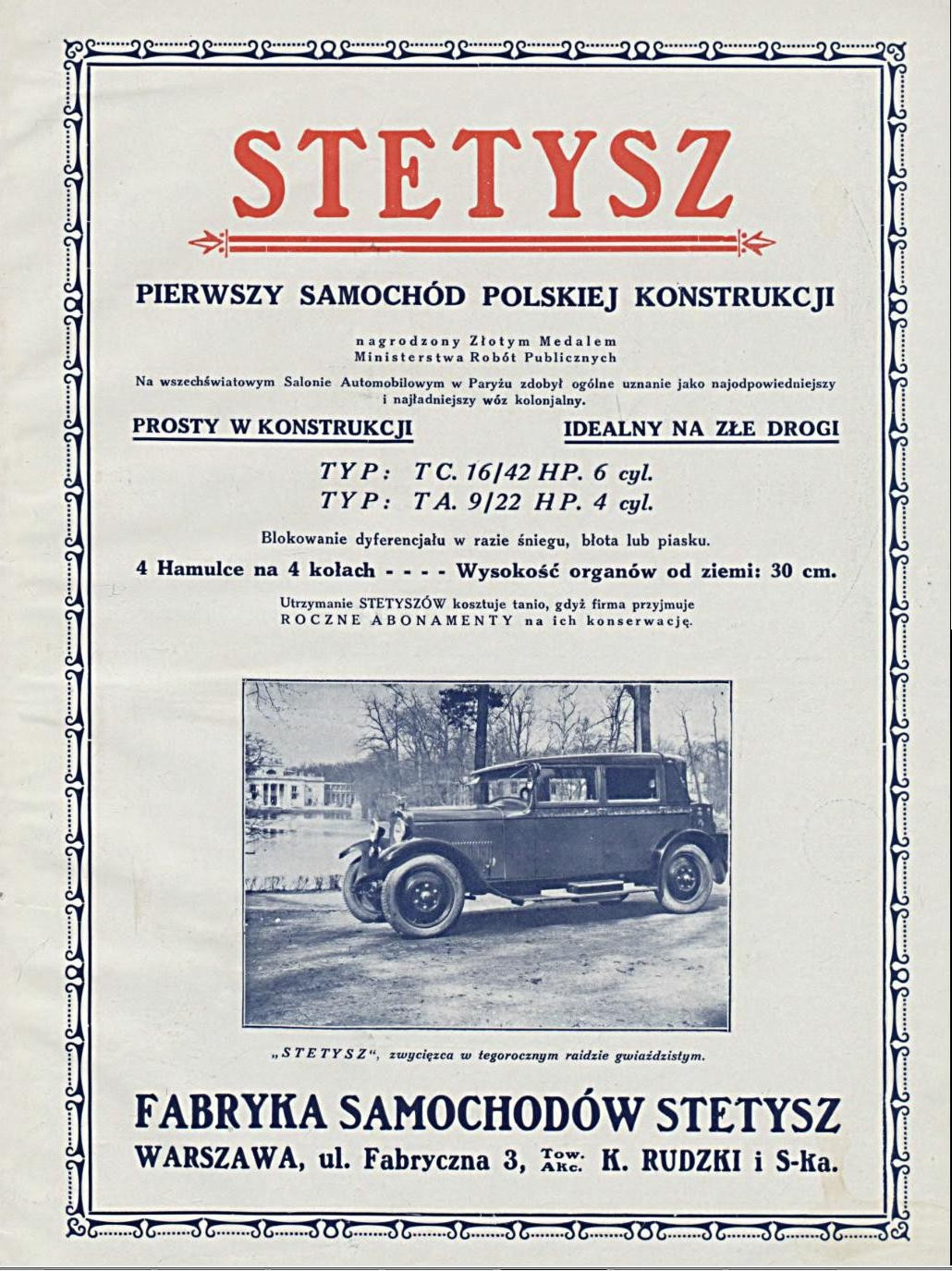
Реклама автомобіля Stetysz з 1928 року

У 1924 році Стефан розпочав роботу над дизайном автомобіля власного виробництва. Заснував у Булоні, під Парижем, компанію Automobiles Ralf Stetysz (скорочено — Агропромислова автомобільно-авіаційна фабрика Стефана Тишкевича). Автомобіль використав американський двигун Continental. Це був легковий автомобіль, пристосований для експлуатації у важких дорожніх умовах (автомобіль створений для сприяння автомобільній промисловості в Польщі, де дорожня інфраструктура на той час була слабо розвинена), простий у використанні та ремонті. У 1925 році був створений успішний автомобіль, що випускався у двох варіантах:
- Модель ТА з 6-циліндровим двигуном об'ємом 2760 см3 і потужністю 42 КМ (при 2600 об/хв).
- Модель TC з 4-циліндровим двигуном об'ємом 1500 см3 і 20 к. с. (При 2600 об./хв).
Автомобіль був представлений у 1926 та 1927 роках на Міжнародному Автосалоні в Парижі, де набув репутації гарного «колоніального» автомобіля. Тишкевич також відзначився у польських спортивних та туристичних заходах, а також брав участь у 8-му Ралі Монте-Карло у 1929 році, де він виграв нагороду за зручність та підготовку до поїздки.
У 1928 році автомобільне виробництво було перенесено до Варшави, на завод K. Rudzki i S-ka. Кузова виготовила фабрика авіакомпанія Plage i Laśkiewicz у Любліні. Переносячи виробництво на батьківщину, Стефан Тишкевич змушений був задіяти все своє майно, яке він мав у своєму розпорядженні. Його дружина продала брошку з 86-каратним смарагдом, що належала раніше російській імператриці Катерині ІІ. 11 лютого 1929 року фабрику у Варшаві знищила пожежа. Було знищено 27 майже завершених транспортних засобів, а також 6 готових. Вдалося врятувати автомобіль, який пізніше буде брати участь у Ралі Монте-Карло. Стефан Тишкевич хотів відновити виробництво у рідному Лентварісі (Віленська область), але не зміг переконати акціонерів Акціонерного Товариства Аграрно-автомобільної фабрики графа Стефана Тишкевича. Загалом було створено близько 200 автомобілів Ralf Stetysz. Після пожежі граф Стефан Тишкевич брав участь у впровадженні у Польщі автомобілів марки Mercedes та Fiat. Працював також у галузі розвитку автомобільної промисловості у Польщі. Був ініціатором створення «Дорожньої Ліги», а з 1933 року був її головою. Робив публікації про автомобільну промисловість у Польщі.

## Друга світова війна
У вересні 1939 року Стефан Тишкевич опинився разом із сім'єю на території Литовської республіки, де він займався переробкою бензинових двигунів на газові (відсутність бензину). Зберігаючи добрі стосунки з італійським послом у Литві, він полегшував приїзд полякам.
Після анексії Литви СРСР у червні 1940 року граф Тишкевич був заарештований і доставлений до Москви. Він відкинув пропозицію співпрацювати з НКВС в обмін на виїзд до Італії. Був звільнений із в'язниці у жовтні 1941 року. Був начальником автомобільної служби у Польських збройних силах на території СРСР (Армія генерала Андерса). У 1944 році він був офіцером об'єднаного II Польського Корпусу в чині ротмістра кречевецьких уланів, у тому числі офіцером для доручень командира PSZ (Польські Збройні Сили на Близькому Сході), а також при відділеннях італійців, що воювали на боці Антигітлерівської коаліції. Організував Польський Червоний Хрест в Італії. У травні 1944 року, в період битви за Монте-Кассіно, винайшов і сконструював пристрій, що дозволяє виявляти та знищувати немагнітні протипіхотні міни.

## Післявоєнний період

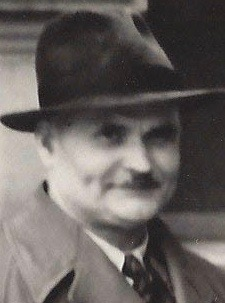
Світлина Стефана Тишкевича, 1952

Після війни (1949 року) Стефан Тишкевич перебував у Лондоні, де разом зі Станіславом Цат-Мацкевичем працював у тижневику «Львів і Вільнюс» (номери 110—124). Потім працював у Турині у компанії Fiat, проте незабаром зайнявся, в основному, електронікою. Отримав кілька патентів, зокрема, створення Stenovox. Це була одна з перших систем диктування та дистанційного відтворення, оснащена системою захисту коду та високо автоматизованою. Поліпшена версія пристрою — Stetyphone. За обидва винаходи граф Тишкевич отримав гран-прі на виставці Експо у Брюсселі у 1958 році. Він також працював над пристроями для автоматичного керування.
Стефан Тишкевич проектував також інвалідні візки та візки для перевезення багажу, які (завдяки використанню автоматичної зміни довжини основ задніх коліс) могли рухатися також вгору сходами, (у тому числі рухомими). За ці візки він отримав золоті медалі на виставках винаходів у Женеві (1972) та Нью-Йорку (1973). Розроблений Стефаном Тишкевичем пристрій для економії палива в двигунах внутрішнього згоряння та дизельних двигунів (Stetair) було відзначено у 1974 році на Автосалоні в Женеві. За розробку степлера він був нагороджений у 1965 році у Брюсселі та у 1972 році у Женеві.
Стефан Тишкевич співпрацював із міжнародною організацією ELDO, яка займалася конструюванням ракет-носіїв, пізніше у поєднанні з ESRO в Європейському Космічному Агентстві (ESA).
Стефан Тишкевич був членом третьої Національної Ради Польської Республіки у Лондоні. Був кавалером Мальтійського ордену тричі обирався членом його Великої Ради.
Граф Стефан Тишкевич-Логойський помер 6 лютого 1976 року у Лондоні. Він був похований на Цвинтарі Бромптон у Лондоні.